# Resultados do Carnaval da Baixada Santista em 2008
Resultados do Carnaval da Baixada Santista em 2008.

## Grupo Único
| Colocação | Escola                          | Pontos | Punições | Ref.  |
| --------- | ------------------------------- | ------ | -------- | ----- |
| 1.º       | X-9                             | 180    |          | [ 1 ] |
| 2.º       | Brasil                          | 179,5  |          | [ 1 ] |
| 3.º       | Unidos dos Morros               | 179,5  |          | [ 1 ] |
| 4.º       | União Imperial                  | 179    |          | [ 1 ] |
| 5.º       | Padre Paulo                     | 177,5  |          | [ 1 ] |
| 6.º       | Sangue Jovem                    | 177,5  |          | [ 1 ] |
| 7.º       | Mocidade Amazonense             | 177    |          | [ 1 ] |
| 8.º       | Bandeirantes do Saboó           | 177    |          | [ 1 ] |
| 9.º       | Real Mocidade Santista          | 175,5  |          | [ 1 ] |
| 10.º      | Unidos da Zona Noroeste         | 174,5  |          | [ 1 ] |
| 11.º      | Vila Nova                       | 172    |          | [ 1 ] |
| 12.º      | Metropolitana                   | 33,5   | -132     | [ 1 ] |
| 13.º      | Mocidade Independente de Santos | - 420  | - 570    | [ 1 ] |